# Cassana (Borghetto di Vara)
Cassana è una frazione di 105 abitanti nel comune di Borghetto di Vara, in provincia della Spezia. 

## Geografia fisica
Essa è situata in collina, a 350 metri sul livello del mare, nell'entroterra di Levanto e delle Cinque Terre ed è parte della Val di Vara, che si estende da Varese Ligure a La Spezia.
Il paese è un insieme di nuclei distanziati lungo l'omonima valle a mezza costa, i cui nomi indicano l'antica funzione geografica: la Chiesa, la Via, il Prato, Corneto, la Piazza e la Foce, la Valle, le Poggiole, il Groppo, il Forte, i Ponticelli, i Piani, il Castello.

## Storia
L'abbazia di Cassana fu nel 1133 fu elevata a sede vescovile per decreto del papa Innocenzo II, e tutte le chiese della vallata dovettero sottostare da quel momento ai tributi annui dovuti al vescovo. Le somme pagate e registrate testimoniano ancora oggi l'importanza della parrocchia del borgo.
Nel 1535, seguendo le sorti del vicino borgo di Brugnato, Cassana passò sotto il dominio di Genova.
Nel 1607 Brugnato divenne "Capitanato", e Cassana fu posta sotto la sua giurisdizione. Carica poi passata a Levanto nel 1637. I capitanati dipendevano nelle loro decisioni direttamente dal tribunale genovese, inoltre le comunità del territorio erano amministrate da consoli eletti dalla popolazione, che fungevano da luogotenenti per conto della Repubblica di Genova. In questo periodo il territorio fu scosso da frequenti episodi di violenza e furti da parte di banditi in circolazione nel capitanato. Questo clima di violenza venne scatenato in modo preponderante dalle guerre di secessione spagnola, polacca e austriaca.
La situazione migliorò gradualmente dal 1804, anno in cui la rivoluzione francese portò nuove idee, oltre che all'assegnamento di Cassana al dipartimento di Levanto. Il sindaco del dipartimento istituì il cimitero all'aperto di Cassana e la prima sepoltura avvenne il 12 ottobre 1810.
Caduto l’impero napoleonico, il Congresso di Vienna aggregò la Liguria, con il nome di Ducato di Genova, al Regno di Sardegna, dividendola in tre province: provincia di Genova con capoluogo Genova, provincia di Ponente con capoluogo Savona e provincia di Levante con capoluogo La Spezia. Quest’ ultima era divisa in sei mandamenti. Al mandamento di Levanto appartenevano i comuni di Bonassola, Borghetto di Vara, Casale, Carrodano, Deiva, Framura, Levanto, Monterosso e Vernazza.

## Monumenti e luoghi d'interesse

### Architetture religiose

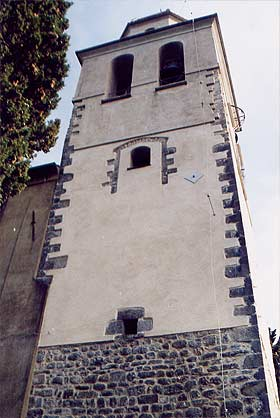
Il campanile della chiesa di San Michele Arcangelo, torre dell'antico castello romanico.

- Il campanile della chiesa di San Michele Arcangelo, torre dell'antico castello romanico.La Chiesa parrocchiale di San Michele Arcangelo, edificata nel XVI secolo sui resti di una preesistente struttura in stile romanico, ospita al suo interno quattro altari laterali risalenti ai secoli XVI e XVII ed è interamente affrescata. Conserva: un trittico datato al 1555 e attribuito al pittore Nicolò Vespasiano; un quadro del pittore di origini locali Giovanni Francesco Cassana (1611-1690); una pala d'altare su tela, riferibile alla fine del XVI secolo, dietro alla quale fu ritrovato, in occasione del restauro (1995), un frammento di dipinto murale firmato da Antonio da Carpena detto "il Carpenino" (custodito presso il museo diocesano della Spezia).

La Chiesa di Santa Maria della Foce, che conserva una statua dell'Immacolata, donata dalla famiglia Lomellini e, secondo la tradizione, proveniente dalla polena di una nave genovese vittoriosa in una memorabile battaglia.
- L'Oratorio di San Rocco è una chiesa storica di piccole dimensioni, situata nella frazione vicina a Cassana, denominata "La Via". La chiesa ospita una piazza circolare sul lato frontale ed ogni anno, il 16 agosto, ospita la festa del santo a cui è intitolata.[2]

### Aree naturali

#### La Caverna ossifera di Cassana
Sulla parte destra del torrente omonimo che attraversa il paese, è situata una caverna calcarea risalente al cretaceo, in cui sono stati ritrovati resti di ossa preistoriche.
Non è dato sapere la data precisa di scoperta della caverna ossifera nelle vicinanze della cittadina di Cassana. Nel 1824, Paolo Savi, professore dell'Università di Pisa, venne a conoscenza della sua esistenza, avendo ricevuto una cassa piena di ossa provenienti dal luogo.
Il 25 giugno 1825 lo stesso Paolo Savi, accompagnato da altri due naturalisti, Girolamo Guidoni e Girolamo Saccomanno, si recò in esplorazione della caverna, descrivendola come una caverna caratterizzata da due aperture nel monte, una più in basso e l'altra più in alto.
La particolare conformazione della caverna fa sì che all'interno di essa soffi sempre un vento fresco, da cui le deriva il nome dialettale di Resciadora, sfiatatoio.
Dalla visita Savi raccolse 26 reperti archeologici, quasi tutti di esemplari carnivori, soltanto 4 di esemplari erbivori. Egli in seguito attribuì 22 delle ossa all'estinto Ursus spelaeus, dopo aver ricostruito tre ossature diverse attribuibili alla specie.
Anche Giovanni Capellini si recò nella medesima caverna per effettuare studi. Il nome "Caverna Ossifera" venne dato da Carlo Caselli nel 1920, in seguito a ritrovamenti ossiferi nella caverna.

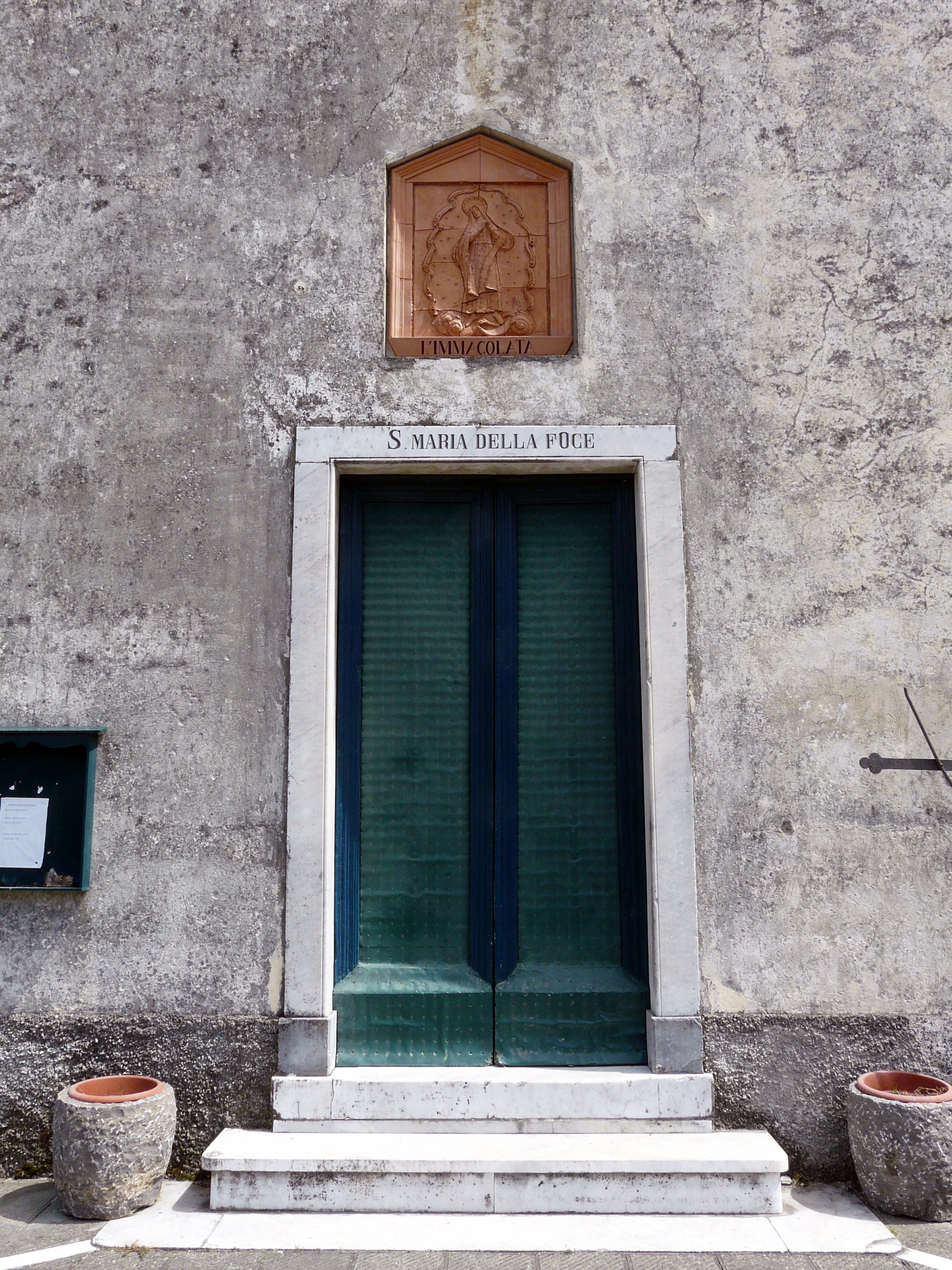
Facciata della chiesa di Santa Maria della Foce

Lo zoologo Giacomo Doria, nel 1858, effettuò nella caverna i primi studi italiani su una specie di coleottero, piccolo e privo di occhi, che fu chiamato Anophtalmus Doriae in suo onore.

#### Giacimenti naturali di marmo

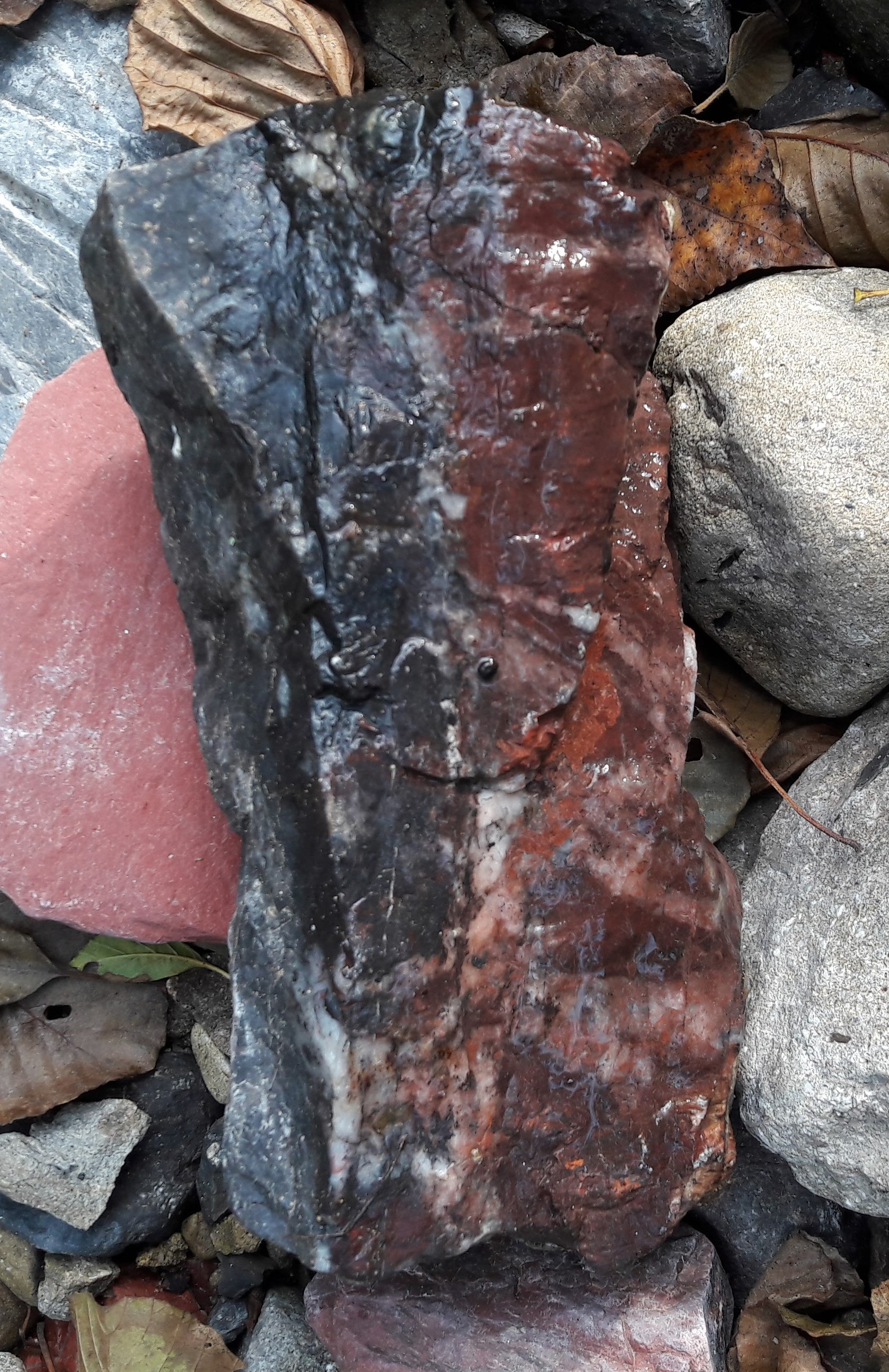
Un pezzo di marmo "Rosso Cassana" grezzo. Si possono osservare le striature bianche tipiche del materiale.

Sono presenti localmente giacimenti di un tipo di marmo rosso con venatura bianca, molto pregiato per l'utilizzo in pavimenti e altre rifiniture esterne, denominato "Rosso Cassana" o "Rosso Cardinale".
Questo tipo di marmo venne utilizzato nella pavimentazione della galleria di palazzo Esso a Roma. Inoltre compare nella cornice del quadro dedicato alla Madonna del Rosario ospitato nell'altare della Chiesa Parrocchiale.
Questa ricchezza locale è tuttavia stata sfruttata solo in piccola parte a causa della mancanza di una viabilità adeguata che permettesse il passaggio di uomini e mezzi. Inoltre ogni attività venne sospesa a causa degli eventi della seconda guerra mondiale, che danneggiò le vie di comunicazione, causando un aumento esorbitante dei prezzi di trasporto.

#### Monte Bardellone
Il monte Bardellone si affaccia a nord sulla vallata, a sud sul mar Tirreno davanti a Levanto e alle Cinque Terre. Dal medioevo iniziò ad acquisire importanza nodale, infatti dal Bardellone si dipanavano numerose vie di collegamento con l'entroterra fino alle province di Parma e Piacenza e vi giungevano inoltre le vie di collegamento con Levanto e la riviera ligure.
Poco lontano dal poggio sulla sommità del Bardellone si erge la torre di Celasco, contornata da un piccolo borgo fortificato. Essa dal XIV secolo acquisì importanza in quanto sovrastava e controllava la zona, comprendendo anche lo scalo di Monterosso, ed era abitata da una famiglia proveniente da Framura, divenuta poi conosciuta come i "Signori di Celasco".

## Curiosità
Dalla sommità del monte Bardellone, collegato a Cassana da una rete di sentieri, si può osservare un fenomeno geotermico interessante, detto "caligo", costituito da un tappeto di nubi molto basse sull'acqua del mare, causato dalla forte evaporazione dell’acqua marina.
La Croce nei pressi del monte Castellaro, nella vallata, è meta di pellegrinaggio religioso ogni 14 settembre, la visita è organizzata dall'associazione ACLI di Cassana, impegnata nel promuovere le peculiarità turistiche e gli itinerari nei territori dell'antica civiltà ligure.
Nei pressi del monte Castellaro si erge un'antica fortificazione ligure costruita per difendere la popolazione dalle incursioni marine.